# Schweizerische Nagelfabrik
Die Schweizerische Nagelfabrik ist eine Fabrik zur Herstellung von Drahtstiften in Winterthur und ist die letzte noch bestehende Nagelfabrik der Schweiz. Die Fabrik liegt im Quartier Grüze und befindet sich direkt neben dem Bahnhof Winterthur Grüze. Es besteht ein Museumsbetrieb mit fünf historischen Nagelmaschinen aus der Gründerzeit, die vom Bund als Kulturgut von nationaler Bedeutung gelistet sind.

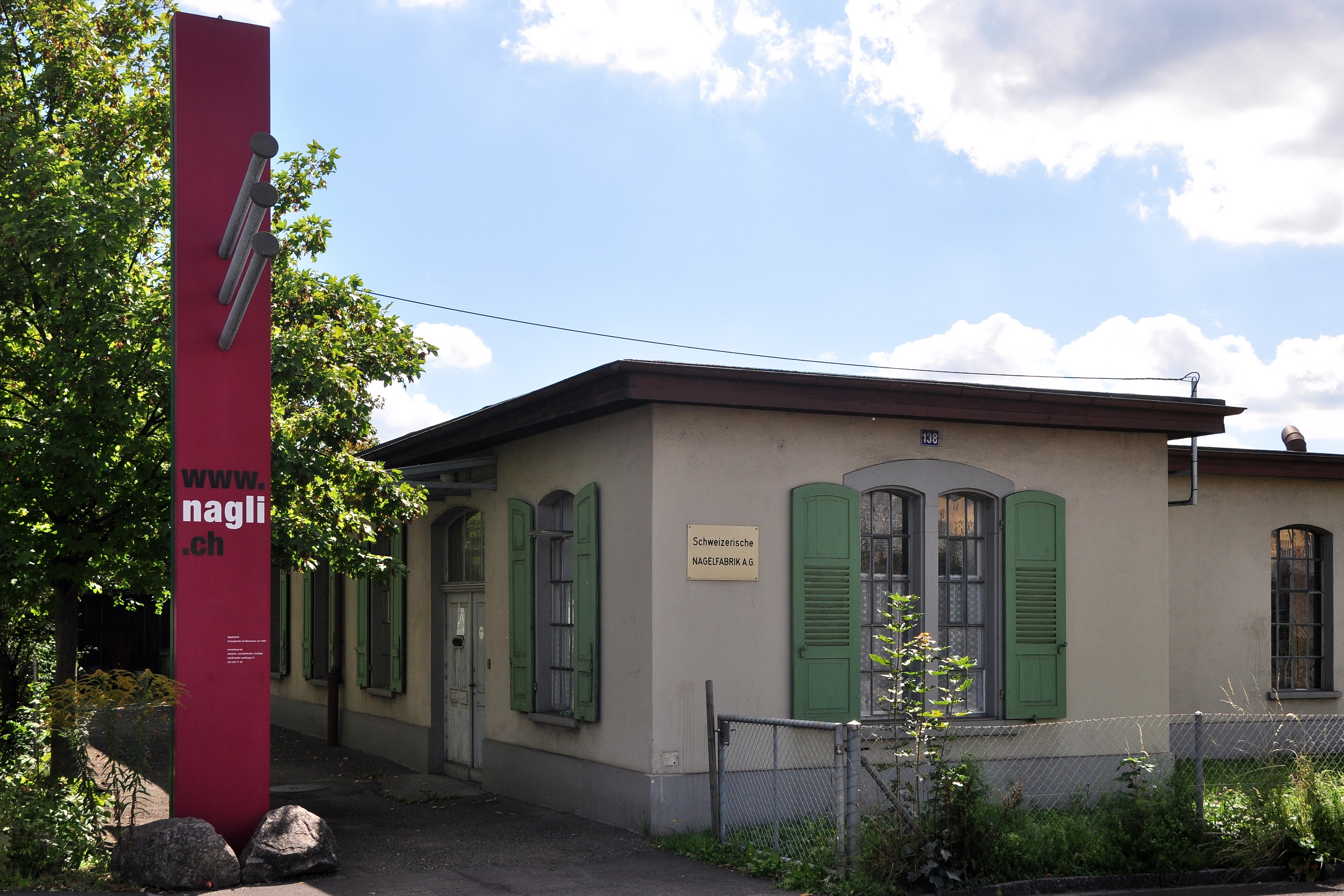
Museumseingang, St. Gallerstrasse 138

## Reguläre Produktion
Die Stärke der Nagelfabrik liegt in ihrer Nähe zum Kunden, da sie im Gegensatz zu ausländischen Massenproduzenten als die einzige verbliebene Nagelfabrik der Schweiz schnell und individuell auf Nachfragen reagieren kann. Des Weiteren verfügt die Fabrik über eine breite Produktpalette von über 220 verschiedenen Nägeln. Hauptstandbeine der Nagelfabrik sind dabei die Standardpalette unter dem Namen «Schweizer Stifte» sowie Auftragsarbeiten.

## Museumsbetrieb

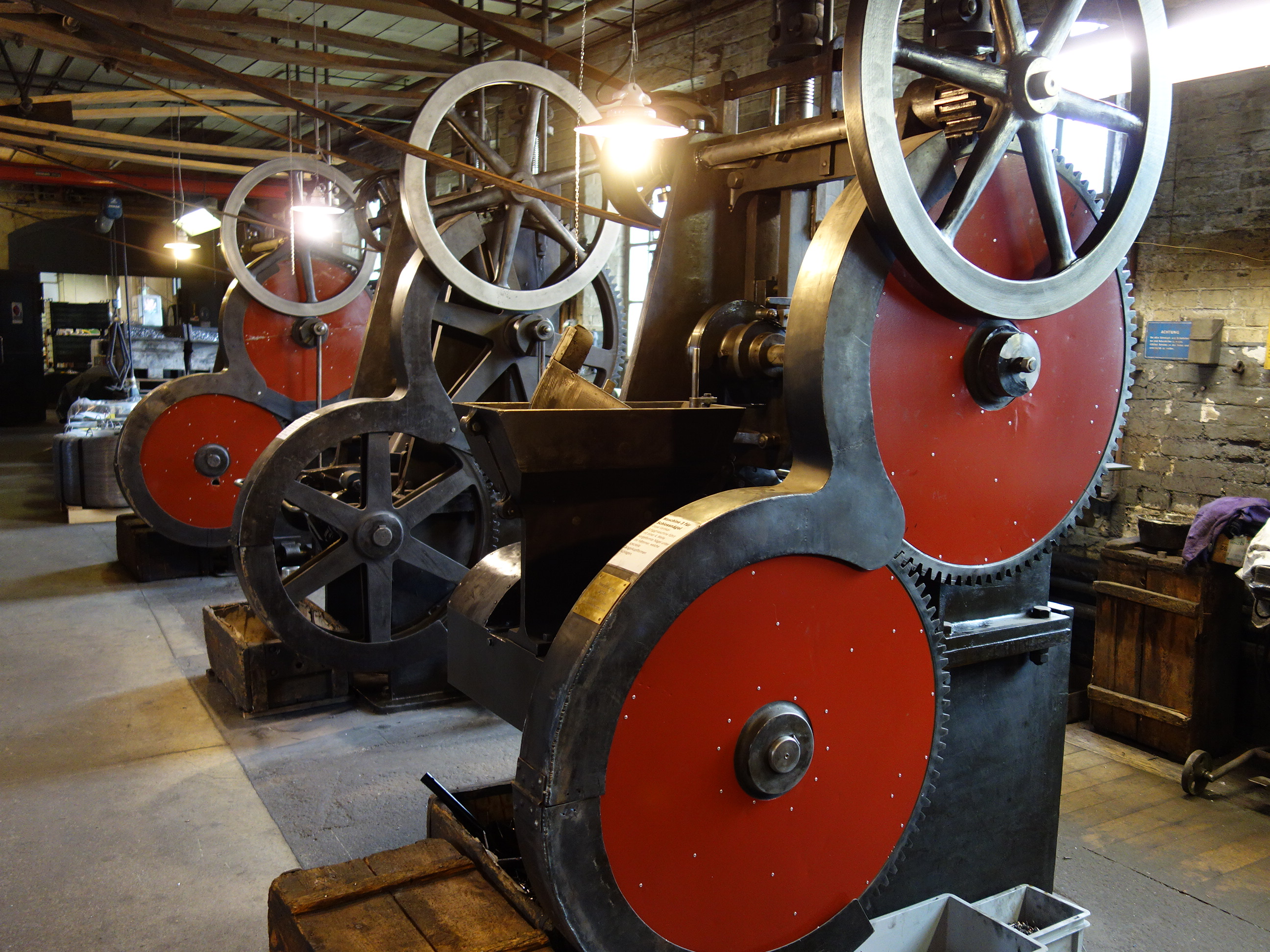
Schlagmaschinen aus der Gründerzeit

Die fünf vertikalen Schlagmaschinen aus der Gründungszeit der Nagelfabrik werden noch mit Transmissionsriemen angetrieben. 1999 sollten sie ausgemustert werden, doch es gelang, dies zu verhindern. 2001 wurde das historische Maschinen-Ensemble als herausragender Zeuge der Industriekultur eingestuft und unter Denkmalschutz gestellt. Es konnte im originalen Maschinensaal stehen bleiben und wurde unter der Leitung des Industriearchäologen Hans-Peter Bärtschi renoviert. Ein Servitut (Nutzungsrecht) garantiert bis ins Jahr 2030 den Erhalt der historischen Einrichtung und Maschinen. Verantwortlich für den Schaubetrieb ist der Verein inbahn, er organisiert öffentliche und private Führungen.